# Hypochilus pococki

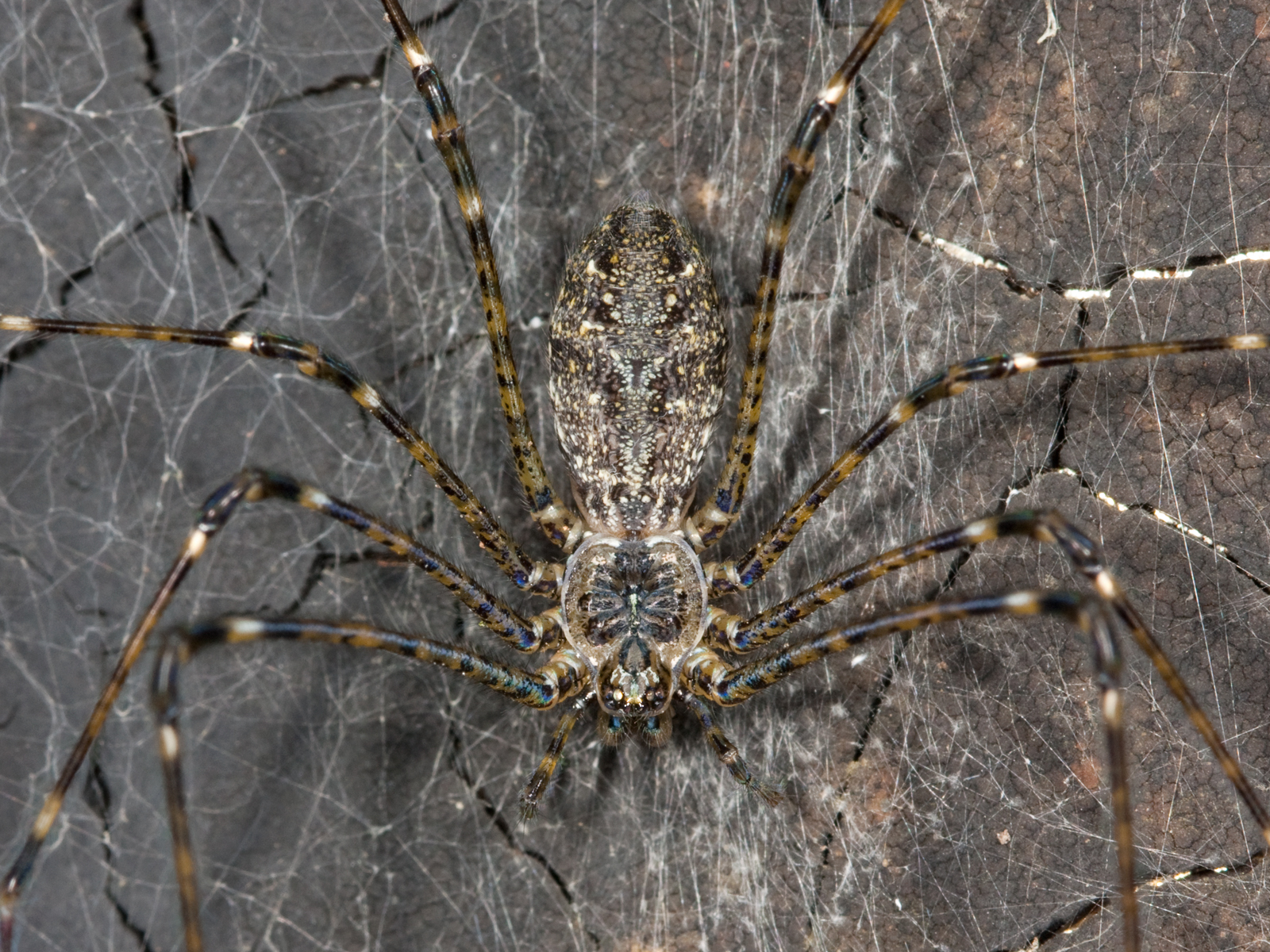

Hypochilus pococki  (лат.) — вид абажуровых пауков рода Hypochilus из семейства Hypochilidae. Северная Америка: США.

## Описание
Среднего размера пауки, длина самцов до 10,08 мм (самки крупнее — до 12,79 мм). Основная окраска желтоватая с серовато-белым узором (головогрудь, ноги и хелицеры бледно-жёлтые). 
Вид Hypochilus pococki был впервые описан в 1987 году  американским арахнологом Норманом Платником (Norman I. Platnick; р.1951; Американский музей естественной истории, Манхэттен, Нью-Йорк, США). Таксон Hypochilus pococki включён в род Hypochilus. Видовое название H. pococki дано в честь английского арахнолога Реджиналдом Иннесом Пококом (Reginald Innes Pocock, 1863—1947).